# Stadtbach (Berner Quartier)
Stadtbach ist ein statistischer Bezirk im Stadtteil Länggasse-Felsenau (II) von Bern. Zum statistischen Bezirk gehören die gebräuchlichen Quartiere Donnerbühl/Stadtbach und Teile der Grossen Schanze (westlich der Schanzenstrasse), der Länggasse (vordere Länggasse südlich der Länggasse) sowie von SBB Depot/Welle (östlicher Teil).
Im Jahr 2022 lebten im statistischen Bezirk 1760 Einwohner, davon 1328 Schweizer und 432 Ausländer.
Der Name kommt vom Stadtbach, einem im 13. Jahrhundert in die Stadt umgeleiteten Bach, der heute in diesem Stadtteil nur unterirdisch verläuft.
Im Quartier liegen das Zentrum UniS der Universität Bern mit der Rechtswissenschaftlichen sowie der Wirtschafts- und Sozialwissenschaftlichen Fakultät, der Schweizerische Nationalfonds (SNF), die Schweizerische Theatersammlung, das Schweizer Archiv der Darstellenden Künste, das Obergericht des Kantons Bern sowie der der Zugang «Welle» zum Bahnhof Bern.
Die städtische Buslinie 20 verbindet das Quartier mit dem Zentrum.